# Magnolia ovoidea
Magnolia ovoidea là một loài thực vật có hoa trong họ Magnoliaceae. Loài này được (Hung T.Chang & B.L.Chen) V.S.Kumar mô tả khoa học đầu tiên năm 2006.